# Arthur Epperlein
Arthur Epperlein, Künstlername Epper, (* 4. Juni 1919 in Danzig; † 29. Dezember 1995 in Halle (Saale)) war ein deutscher Autor und Cartoonist.

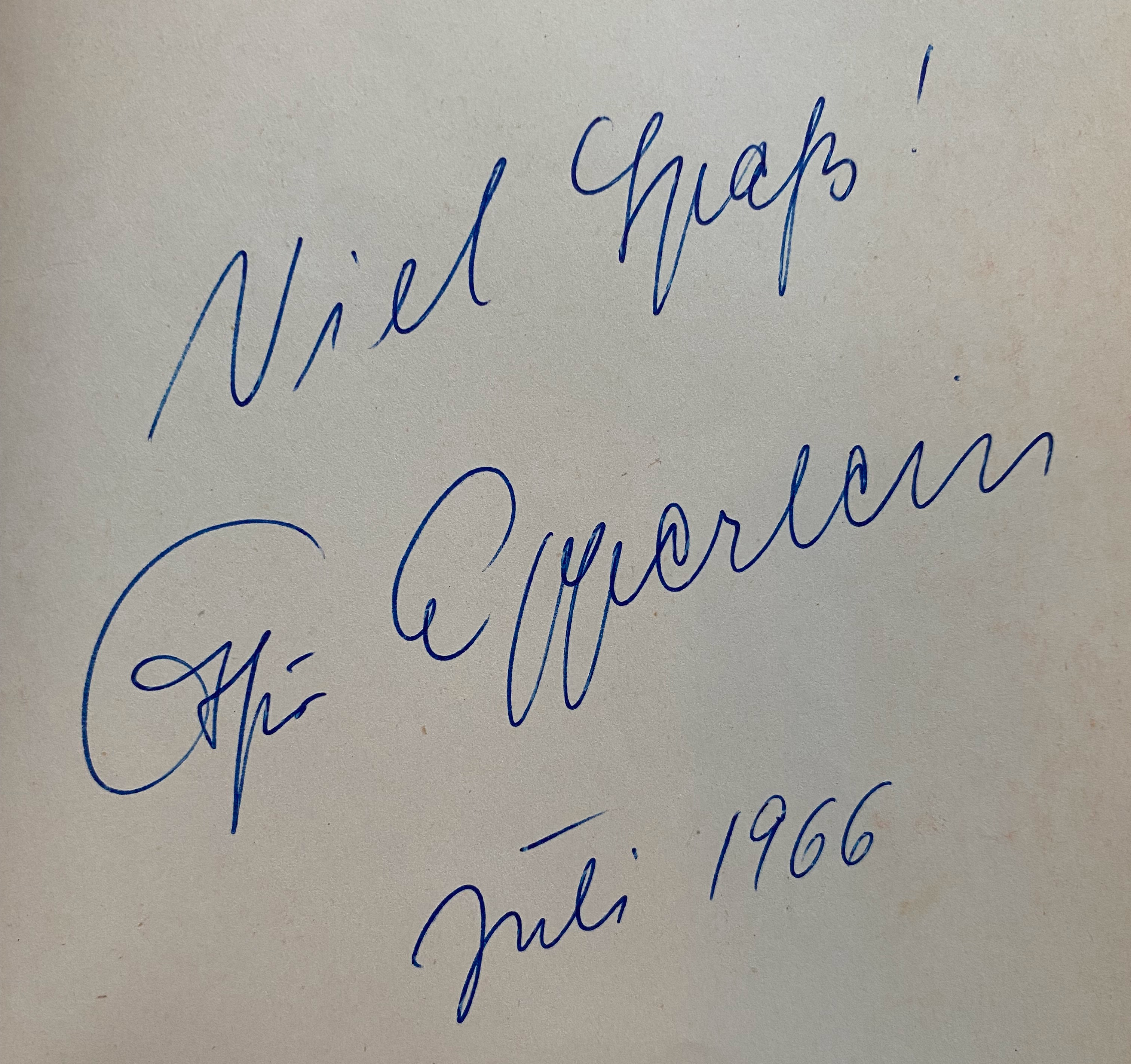
Widmung „Viel Spaß!“ und Signatur von Arthur Epperlein 1966

## Leben und Wirken
In seiner Jugend- und Studienzeit war er als Musiker und Theaterpianist tätig. Er wirkte unter anderem in mehreren Big Bands mit. Primär studierte er Grafik, belegte aber auch für zwei Semester einen Kurs in Medizin, wodurch er eine besondere Beziehung zum Berufsstand der Ärzte entwickelte. Dies spiegelte sich später in mehreren seiner Karikaturen wider. 
Entdeckt wurde sein zeichnerisches Talent von der Halleschen Tageszeitung Freiheit, in deren Auftrag er im Zeitraum von dreißig Jahren unter dem Namenskürzel Epper annähernd fünftausend humoristische Karikaturen anfertigte. Vor allem in den 1970er und 1980er Jahren wurden seine Werke wöchentlich abgedruckt und bezogen sich oft auf aktuelle Themen wie: 33 Grad im Schatten, Achtung Grippe oder Frohe Ostern. Sie bestanden aus einem Bildersatz von sechs bis zehn Karikaturen, der eine ganze Seite ausfüllte. Das inhaltliche Zentrum seiner Arbeit bildete hauptsächlich der chaotische Alltag des DDR-Bürgers. Typisch für ihn war dabei sein freizügiger Malstil. Nacktheit war für Epperlein ebenso wenig ein Tabu wie politische oder auch sozialkritische Themen.
Ein weiterer charakteristischer Bestandteil seiner Arbeit war das Skizzieren von Stereotypen und Vorurteilen, mit denen er auch seine eigenen politischen Ansichten zum Ausdruck brachte. Nach der Wende nahm er beispielsweise die Erscheinungsbilder der Marktwirtschaft ins Visier. Er stellte sie vor allem durch Ganoven und Betrüger dar, die die Parteidoktrinen und den Kapitalismus verkörperten.
Seine Bilder signierte Epperlein stets mit einem bestimmten Logo, einem kleinen schwarzen Pappschild mit der Aufschrift „Epper“ das meistens an der Überschrift des jeweiligen Bildersatzes hing.
In der BRD wurden seine Arbeiten erstmals 1967 vom Stern veröffentlicht. Später folgten unter anderem Veröffentlichungen in der Hörzu, der Bunten, der Quick, dem Eulenspiegel, der Freien Welt und anderen Zeitungen. Seine Zeichnungen wurden außerdem in Polen, Bulgarien, Österreich, Dänemark der ehemaligen UdSSR und den USA publiziert.
Die Epper-Karikaturen wurden vom Eulenspiegel-Verlag, später vom Schneidewind Verlag in vierzehn so genannten „Epperbüchern“ mit einer Gesamtauflage von über einer Million Stück veröffentlicht. Seit 1999 ist die Stadt Halle im Besitz einer großen Sammlung von Epperwerken, die im Stadtarchiv aufbewahrt und gepflegt wird und für die Öffentlichkeit zugänglich ist.
Trotz seines Erfolges bezeichnete Epperlein den Beruf des Humorzeichners selbst als einen traurigen Berufsstand, dem er eigentlich nie angehören wollte, da er sich stets gefordert sah, auf Bestellung neue Missgeschicke und Katastrophen erfinden zu müssen.
Epperlein war bis 1990 Mitglied des Verband Bildender Künstler der DDR und 1962/1963 in Dresden auf der Fünften Deutsche Kunstausstellung vertreten.

## Ehrungen
- 1975: Verdienstmedaille der DDR
- 1979: Vaterländischer Verdienstorden in Bronze

## Darstellung Epperleins in der bildenden Kunst
- Alfred Ahner: Arthur Epperlein (Kreidezeichnung, 1939)[2]